# Opern-Torte

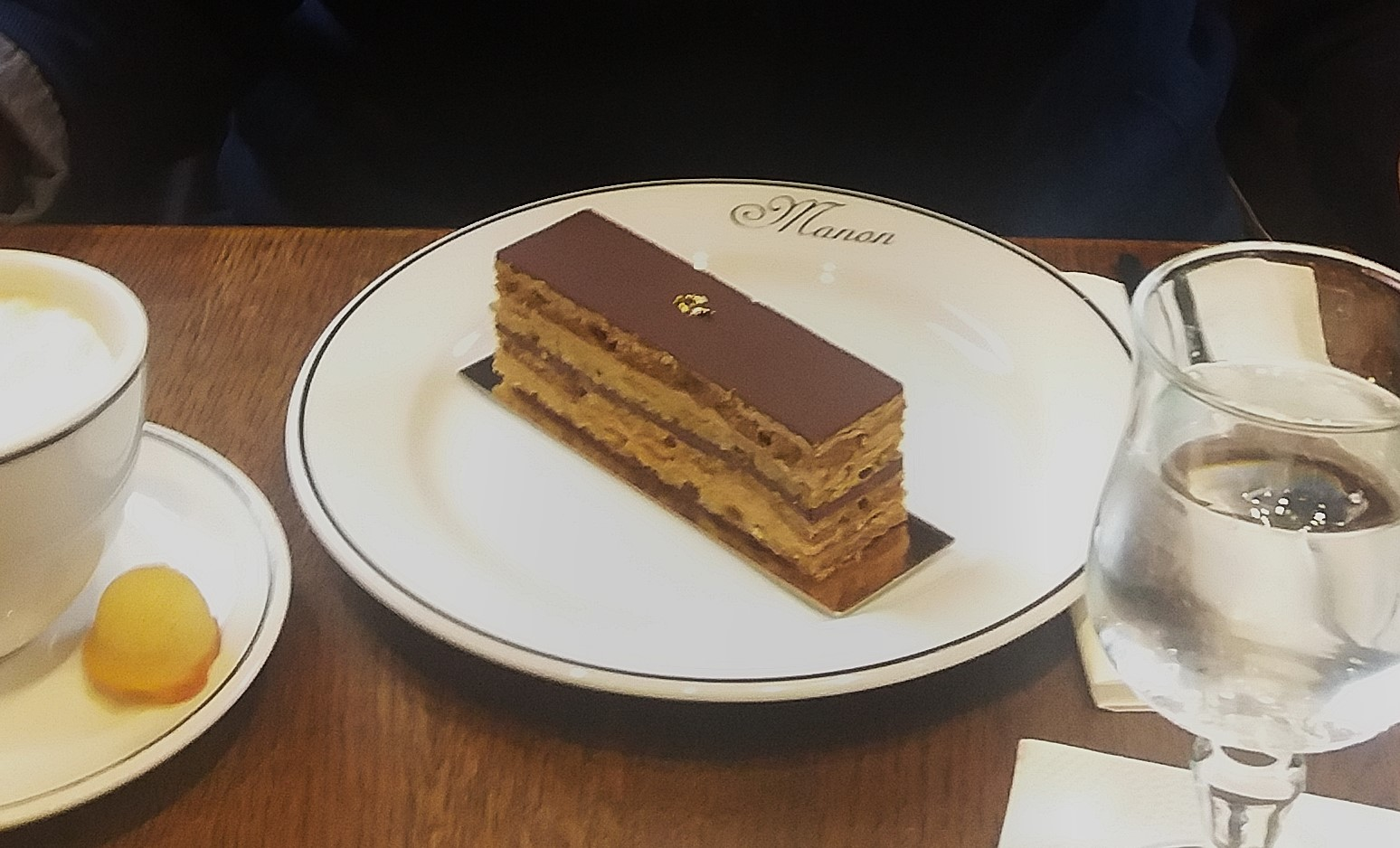
Die Opern-Torte mit Blattgoldauflage (Paris)

Die französische Opern-Torte  (französisch gâteau opéra) ist ein rechteckiger flacher Kuchen, der aus mit starkem Kaffee, Rum oder Grand Marnier getränkten Mandelbiskuitschichten (französisch Pâte à biscuit Joconde), Ganache und Kaffee-Buttercreme besteht und mit Schokolade überzogen ist.

## Entstehungsgeschichte
Als Vorläufer der französischen Opern-Torte wird zuweilen ein „gâteau opéra“ genannt, der in einem Luxushotel an der Pariser Oper im Jahr 1899 angeboten wurde, dessen Zusammensetzung jedoch nicht mehr bekannt ist. Um die Erfindung des heute verbreiteten „gâteau opéra“ streiten sich die Pâtisserie-Hersteller Lenôtre und Dalloyau. Dalloyau beruft sich auf seinen Angestellten Cyriaque Gavillon, der die Torte 1955 erfunden haben soll. Seine Frau verglich sie mit der Bühne der Pariser Oper, und seither soll die Torte unter dem Namen „opéra“ angeboten worden sein. Diese Version ging auch in die französische Enzyklopädie Grand Larousse gastronomique von 2007 ein. Lenôtre hingegen will den „gâteau opéra“ 1966 geschaffen haben, und wiederum andere Quellen behaupten, dass Louis Clichy dieselbe Torte schon 1903 bei der Exposition Culinaire in Paris vorgestellt habe. Die Opern-Torte wird in vielen Pâtisserien in Frankreich und weiteren Ländern des französischen Sprachraums hergestellt und vertrieben. Auch Supermärkte bieten sie gelegentlich an.